# 扎希特納亞島
扎希特納亞島是俄羅斯的島嶼，屬於北地群島的一部分，位於斯塔羅卡多姆斯基島以東的拉普捷夫海，由克拉斯諾亞爾斯克邊疆區負責管轄，長9公里，島上無人居住。